# Wallisellen
Wallisellen är en ort och kommun i distriktet Bülach i kantonen Zürich, Schweiz. Kommunen har 17 625 invånare (2023).
Wallisellen ligger 6 km nordost om Zürich och utgör en del av storstadsområdet Zürich.